# Гарево
Гарево је насеље у Србији у општини Велико Градиште у Браничевском округу. Према попису из 2022. било је 162 становника.
Црква Св. Лазара освећена је у јуну 1939.

## Демографија
У насељу Гарево живи 216 пунолетних становника, а просечна старост становништва износи 39,7 година (39,5 код мушкараца и 39,8 код жена). У насељу има 72 домаћинства, а просечан број чланова по домаћинству је 3,89.
Ово насеље је великим делом насељено Србима (према попису из 2002. године), а у последња три пописа, примећен је пад у броју становника.
|  |

| Демографија | Демографија | Демографија |
| Година      | Становника  | Становника  |
| ----------- | ----------- | ----------- |
| 1948.       | 458         |             |
| 1953.       | 472         |             |
| 1961.       | 470         |             |
| 1971.       | 438         |             |
| 1981.       | 423         |             |
| 1991.       | 404         | 312         |
| 2002.       | 280         | 384         |
| 2011.       | 201         |             |

| Етнички састав према попису из 2002.‍ | Етнички састав према попису из 2002.‍ | Етнички састав према попису из 2002.‍ | Етнички састав према попису из 2002.‍ | Етнички састав према попису из 2002.‍ |
| ------------------------------------ | ------------------------------------ | ------------------------------------ | ------------------------------------ | ------------------------------------ |
|                                      |                                      |                                      |                                      |                                      |
| Срби                                 | Срби                                 |                                      | 274                                  | 97,85%                               |
| Румуни                               | Румуни                               |                                      | 2                                    | 0,71%                                |
| Хрвати                               | Хрвати                               |                                      | 1                                    | 0,35%                                |
| непознато                            | непознато                            |                                      | 2                                    | 0,71%                                |

| Година пописа     | 1948. | 1953. | 1961. | 1971. | 1981. | 1991. | 2002. |
| ----------------- | ----- | ----- | ----- | ----- | ----- | ----- | ----- |
| Број домаћинстава | 94    | 94    | 87    | 80    | 77    | 74    | 72    |

| Број чланова      | 1 | 2  | 3  | 4  | 5  | 6 | 7 | 8 | 9 | 10 и више | Просек |
| ----------------- | - | -- | -- | -- | -- | - | - | - | - | --------- | ------ |
| Број домаћинстава | 7 | 11 | 11 | 18 | 12 | 8 | 3 | 1 | 1 | 0         | 3,89   |

| Пол    | Укупно | Неожењен/Неудата | Ожењен/Удата | Удовац/Удовица | Разведен/Разведена | Непознато |
| ------ | ------ | ---------------- | ------------ | -------------- | ------------------ | --------- |
| Мушки  | 106    | 22               | 70           | 12             | 2                  | 0         |
| Женски | 120    | 17               | 74           | 18             | 10                 | 1         |
| УКУПНО | 226    | 39               | 144          | 30             | 12                 | 1         |

| Пол    | Укупно                    | Пољопривреда, лов и шумарство | Рибарство                            | Вађење руде и камена | Прерађивачка индустрија       |
| ------ | ------------------------- | ----------------------------- | ------------------------------------ | -------------------- | ----------------------------- |
| Мушки  | 65                        | 46                            | 0                                    | 0                    | 2                             |
| Женски | 49                        | 46                            | 0                                    | 0                    | 0                             |
| УКУПНО | 114                       | 92                            | 0                                    | 0                    | 2                             |
| Пол    | Производња и снабдевање   | Грађевинарство                | Трговина                             | Хотели и ресторани   | Саобраћај, складиштење и везе |
| Мушки  | 0                         | 4                             | 3                                    | 0                    | 0                             |
| Женски | 0                         | 0                             | 2                                    | 0                    | 0                             |
| УКУПНО | 0                         | 4                             | 5                                    | 0                    | 0                             |
| Пол    | Финансијско посредовање   | Некретнине                    | Државна управа и одбрана             | Образовање           | Здравствени и социјални рад   |
| Мушки  | 0                         | 6                             | 1                                    | 0                    | 1                             |
| Женски | 0                         | 0                             | 0                                    | 0                    | 1                             |
| УКУПНО | 0                         | 6                             | 1                                    | 0                    | 2                             |
| Пол    | Остале услужне активности | Приватна домаћинства          | Екстериторијалне организације и тела | Непознато            | Непознато                     |
| Мушки  | 1                         | 0                             | 0                                    | 1                    | 1                             |
| Женски | 0                         | 0                             | 0                                    | 0                    | 0                             |
| УКУПНО | 1                         | 0                             | 0                                    | 1                    | 1                             |